# Azerbeidzjan op het Eurovisiesongfestival 2010

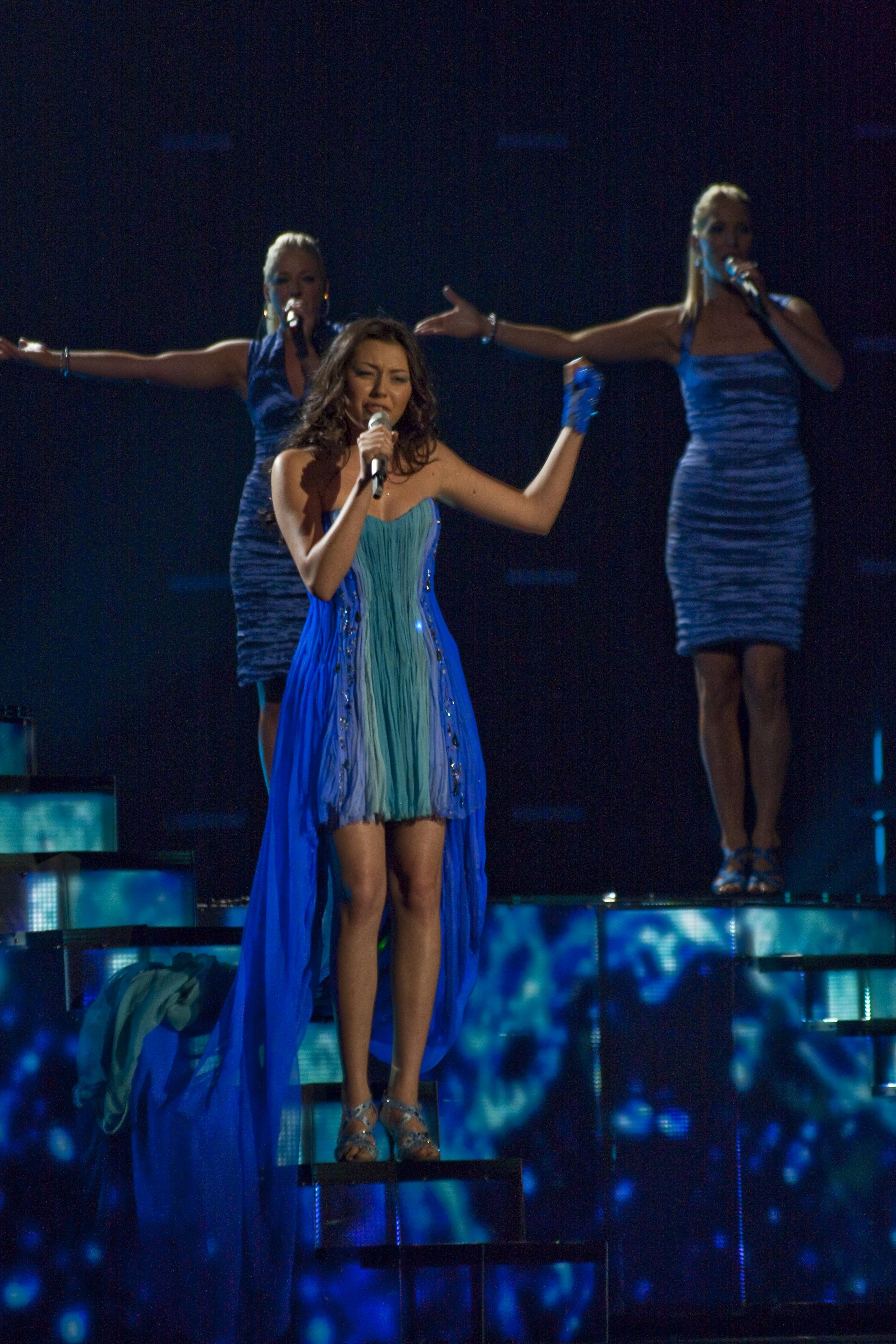
Safura haalde een vijfde plaats in de finale voor Azerbeidzjan.

Azerbeidzjan nam deel aan het Eurovisiesongfestival 2010 in Oslo, Noorwegen. Het was de derde deelname van het land op het Eurovisiesongfestival. De selectie verliep via een halve finale en een finale. Zangeres Safura werd uiteindelijk verkozen om het land te vertegenwoordigen. ITV was verantwoordelijk voor de Azerbeidzjaanse bijdrage voor de editie van 2010.

## Land of Fire 2010
Kort na het festival van 2009 maakte zender İTV de plannen bekend voor het Eurovisiesongfestival 2010. Ook werd er een oproep gedaan naar componisten en zangers om zich aan te melden. Later werd bekendgemaakt dat zo'n twintig artiesten zich hadden ingeschreven bij de omroep. Opvallend was dat tijdens de selectie er niet alleen werd gekeken naar de zangprestaties maar ook naar de kennis van de Engelse taal en podiumprestaties. Uiteindelijk liep de Azerbeidzjaanse selectie ging niet geheel geruisloos voorbij. In eerste instantie zou er half november één kandidaat worden gewezen, maar dit gebeurde niet. In januari werden er zes geselecteerd voor een voorronde begin februari, waarin er drie finalisten werden gekozen. Begin maart werd die finale afgewerkt die werd gewonnen door Safura, maar met welk nummer ze uiteindelijk naar Oslo zou gaan, werd ruim twee weken later pas bekend. Dit werd Drip drop. Ze had in de twee weken 'wachttijd' het nummer als een vertolkt tijdens de Oekraïense selectie, als interval.

### Halve finale
| # | Artiest          | Lied              | Tekst (l) / Muziek (m)                                      |
| - | ---------------- | ----------------- | ----------------------------------------------------------- |
| 1 | Milk & Kisses    | "I Am On Fire"    | Dilarə Kazımova (m & l), Farida Nelson (m), DJ LOOPer (l)   |
| 2 | Elli Mishiyeva   | "Up, Up"          | Isa Malikov (m), Paulina Malikova (l), Elli Mishiyeva (l)   |
| 3 | Azad Shabanov    | "Smile"           | Zahra Badalbeyli (m), Vusal Garayev (l)                     |
| 4 | Ulviyya Rahimova | "In Love"         | Ulviyya Rahimova (l), Sergey Guliyev (m), Lala Guliyeva (m) |
| 5 | Safura Alizadeh  | "Soz ver"         | Elvin Musayev (m), Gunel Musayeva (l), Zahra Badalbeyli (l) |
| 6 | Maryam Shabanova | "I've Had Enough" | Maryam Shabanova (m & l)                                    |

### Finale
| # | Artiest          | Lied            | Songwriter(s)              |
| - | ---------------- | --------------- | -------------------------- |
| 1 | Safura Alizadeh  | "Drip Drop"     | Stefan Örn, Sandra Bjurman |
| 2 | Safura Alizadeh  | "Under My Skin" | Stefan Örn, Sandra Bjurman |
| 3 | Safura Alizadeh  | "Soulless"      | Anders Lundström           |
| 4 | Milk and Kisses  | "Under My Skin" | Stefan Örn, Sandra Bjurman |
| 5 | Milk and Kisses  | "Drip Drop"     | Stefan Örn, Sandra Bjurman |
| 6 | Milk and Kisses  | "Cancelled"     | Stefan Örn                 |
| 7 | Maryam Shabanova | "Under My Skin" | Stefan Örn, Sandra Bjurman |
| 8 | Maryam Shabanova | "Soulless"      | Anders Lundström           |
| 9 | Maryam Shabanova | "Drip Drop"     | Stefan Örn, Sandra Bjurman |

## In Oslo
Azerbeidzjan trad eerst aan in de tweede halve finale op 27 mei. Safura werd dankzij de nodige promotie op voorhand gebombardeerd tot een van de topfavorieten. Hierbij werden haar heel wat middelen toegeschoven: een peperdure videoclip en een uitgekiende act aan de hand van JaQuel Knight, die eerder voor Beyoncé en Britney Spears werkte. De zangeres ging vlotjes door naar de finale en mocht deze ook openen. Hier geraakte ze niet verder dan een vijfde plaats.

### Gekregen punten

#### Halve Finale 2
| 12 punten                      | 10 punten                    | 8 punten              | 7 punten               | 6 punten      |
| ------------------------------ | ---------------------------- | --------------------- | ---------------------- | ------------- |
| - Georgië - Oekraïne - Turkije | - Cyprus - Ierland - Kroatië | - Roemenië - Slovenië | - Bulgarije            | - Zwitserland |
| 5 punten                       | 4 punten                     | 3 punten              | 2 punten               | 1 punt        |
| - Denemarken - Israël          |                              | - Zweden              | - Litouwen - Noorwegen | - Nederland   |

#### Finale
| 12 punten                                | 10 punten | 8 punten                    | 7 punten                                                         | 6 punten      |
| ---------------------------------------- | --------- | --------------------------- | ---------------------------------------------------------------- | ------------- |
| - Bulgarije - Malta - Oekraïne - Turkije | - Cyprus  | - Georgië - Polen - Rusland | - Bosnië en Herzegovina - Israël - Moldavië - Noorwegen - Spanje | - Wit-Rusland |
| 5 punten                                 | 4 punten  | 3 punten                    | 2 punten                                                         | 1 punt        |
| - België                                 | - IJsland | - Ierland - Noord-Macedonië | - Denemarken - Letland - Zwitserland                             | - Griekenland |

### Punten gegeven door Azerbeidzjan

#### Halve Finale 2
Punten gegeven in de halve finale:
| 12 punten | Turkije    |
| 10 punten | Georgië    |
| 8 punten  | Oekraïne   |
| 7 punten  | Israël     |
| 6 punten  | Denemarken |
| 5 punten  | Roemenië   |
| 4 punten  | Ierland    |
| 3 punten  | Cyprus     |
| 2 punten  | Zweden     |
| 1 punt    | Kroatië    |

#### Finale
Punten gegeven in de finale:
| 12 punten | Turkije             |
| 10 punten | Oekraïne            |
| 8 punten  | Georgië             |
| 7 punten  | Roemenië            |
| 6 punten  | Moldavië            |
| 5 punten  | Israël              |
| 4 punten  | Denemarken          |
| 3 punten  | Rusland             |
| 2 punten  | Verenigd Koninkrijk |
| 1 punt    | Duitsland           |

2008 · 2009 · 2010 · 2011 · 2012 · 2013 · 2014 · 2015 · 2016 · 2017 · 2018 · 2019 · 2020 · 2021 · 2022 · 2023 · 2024 · 2025
Albanië · Armenië · Azerbeidzjan · België · Bosnië en Herzegovina · Bulgarije · Cyprus · Denemarken · Duitsland · Estland · Finland · Frankrijk · Georgië · Griekenland · Ierland · IJsland · Israël · Kroatië · Letland · Litouwen · Macedonië · Malta · Moldavië · Nederland · Noorwegen · Oekraïne · Polen · Portugal · Roemenië · Rusland · Servië · Slovenië · Slowakije · Spanje · Turkije · Verenigd Koninkrijk · Wit-Rusland · Zweden · Zwitserland